# Comps (Gard)
Comps ist eine französische Gemeinde mit 1703 Einwohnern (Stand 1. Januar 2022) im Département Gard der Region Okzitanien.

## Geografie
Das Dorf liegt nahe der Grenze zur Region Provence-Alpes-Côte d’Azur am Fluss Rhône. In der Nähe befinden sich bedeutende Städte wie Nîmes, Arles, Saint-Rémy und Avignon sowie Beaucaire und Tarascon.

## Geschichte
Der Ort hat ein Alter von 2600 Jahren. Das Dorfleben war vom Pic de l’Aiguille bestimmt, in dessen Höhlen die Menschen siedelten und von wo aus man eine gute Sicht auf die Rhône hatte. Auf dem Felsen existierte in der Römerzeit eine befestigte Siedlung.
Die Gegend war von der Abtei Saint-Roman und von dem Angriff Karl Martells auf den Nachbarort Théziers geprägt. Vor allem die Rhône ist für die Geschichte des Ortes jedoch entscheidend: Durch ihre Überschwemmungen und ihren sich ändernden Verlauf hatte sie große Bedeutung für die Entwicklung des Dorfes.
1790 wurde Comps von der Gemeinde Vallabrègues auf der anderen Rhône-Seite getrennt. Durch das Gemeindegebiet führt die moderne TGV-Trasse.

## Kultur und Sehenswürdigkeiten
- Alter Ortskern (bis 1883 war das Dorf ein Hafenort)
- Kirche, Mairie und Lavoir
- Mündung des Gardon
- Wanderwege GR6 und GR42[2]

## Wirtschaft
Die Gemeinde gehört zum Weinanbaugebiet Côtes du Rhône Villages.

## Bevölkerungsentwicklung
| Jahr      | 1962 | 1968 | 1975 | 1982 | 1990 | 1999 | 2008 | 2017 |
| Einwohner | 572  | 772  | 813  | 1239 | 1435 | 1483 | 1609 | 1784 |